# Fatti di Montejurra

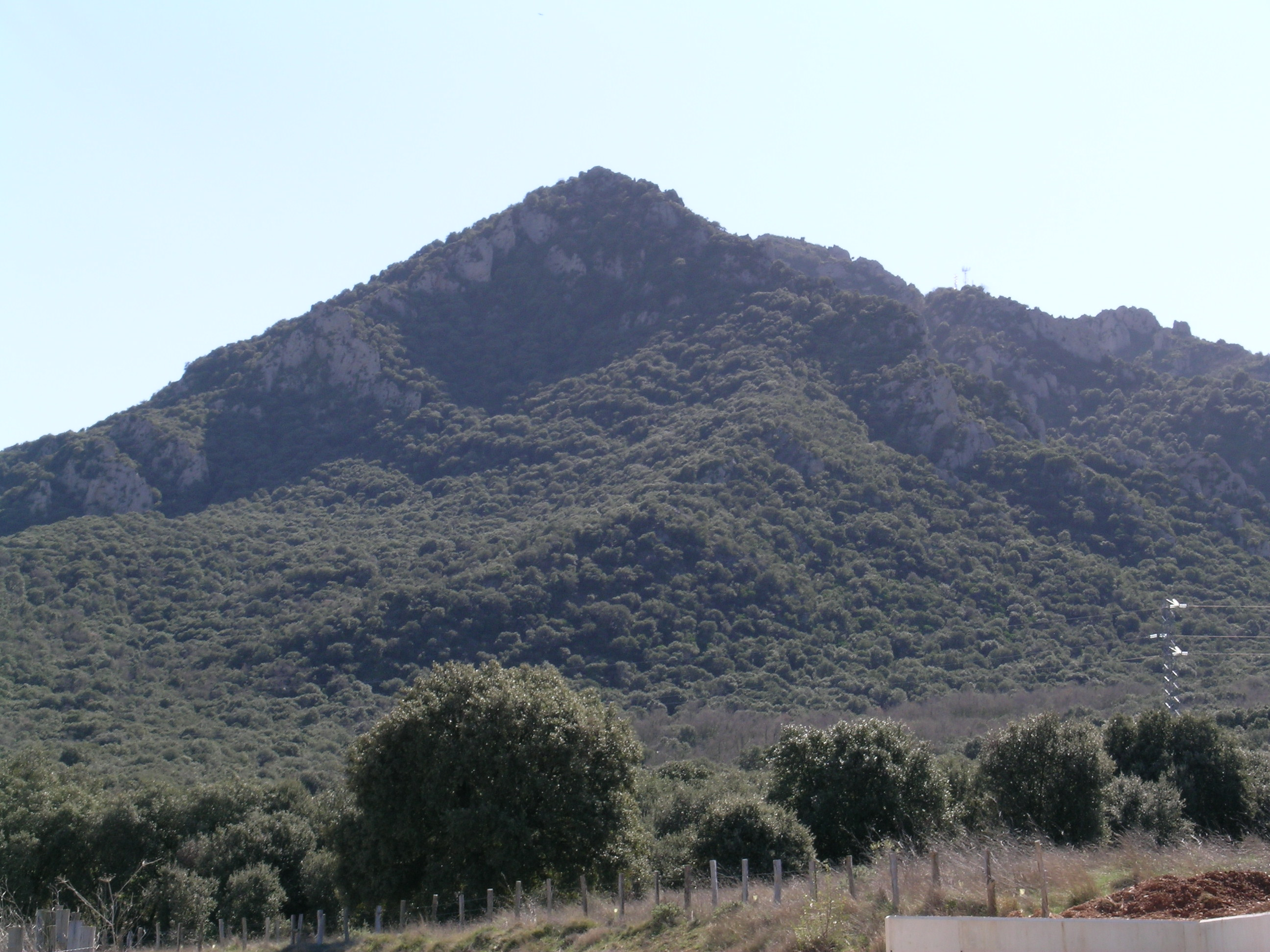
Vista del Montejurra dal monastero di Irache

Bandiera carlista con la croce rossa di Borgogna in campo bianco

I fatti di Montejurra (Jurramendiko hilketak in basco) si svolsero il 9 maggio 1976, all'inizio della Transizione spagnola, durante gli atti politici che tradizionalmente accompagnavano l'annuale Via Crucis che dal 1939 i carlisti realizzavano sul monte navarrese di Montejurra, in memoria dei Requeté uccisi nella Guerra civile spagnola.
Durante il pellegrinaggio, gli uomini della Comunione Tradizionalista di Sisto Enrico di Borbone-Parma, fratello di Carlo Ugo e contrario alle sue posizioni socialiste, con l'appoggio di irriducibili franchisti prepararono una violenta operazione contro il Partito Carlista e i seguaci di Carlo Ugo per recuperare gli atti di tradizionalismo e promuovere l'"intronizzazione" di Sisto a capo del Carlismo.
In questa operazione, nota come Operazione Reconquista, a cui hanno preso parte anche mercenari neofascisti italiani e argentini, alcuni sostenitori di Sisto Enrico hanno aperto il fuoco sui partecipanti all'annuale pellegrinaggio. Ricardo García Pellejero e Aniano Jiménez Santos sono stati uccisi e molti dei presenti sono rimasti feriti dopo che uno dei presenti ha aperto il fuoco con una mitragliatrice con l'intento di provocare una strage.
I morti a seguito di quegli eventi furono riconosciuti solo nel 2003 come vittime di terrorismo in quanto prima venivano banalizzati come una semplice diatriba interna tra i partitari di Sisto Enrico e Carlo Ugo, portatori di differenti idee politiche. Parteciparono membri dell'internazionale di estrema destra di Argentina, Francia e Italia. Tra questi ultimi vi erano Augusto Cauchi e Stefano Delle Chiaie. I pochi arrestati furono rilasciati pochi mesi dopo nel 1977 in seguito ad un'amnistia generale.

## Precedenti
Il Carlismo, con la sua milizia, i Requeté, aveva partecipato attivamente alla rivolta contro la Seconda Repubblica spagnola contribuendo alla vittoria di Franco nella guerra civile. La morte senza diretta successione di Alfonso Carlo di Borbone-Spagna e il Decreto di Unificazione avevano però ridotto il movimento, che, in una situazione semiclandestina, era diviso in vari gruppi in base alle loro affinità dinastiche e alla loro posizione contro il regime. I sostenitori di Saverio di Borbone-Parma, nominato da Alfonso Carlo come suo successore reggente fino a quando non fu stabilito chi avesse il maggior diritto alla corona di Spagna, erano guidati da Manuel Fal Conde e, nelle stesse dichiarazioni di Franco, erano un "gruppo di fondamentalisti (...) separatosi dalla prima ora del Movimento".
Fin dalla sua apparizione in Spagna nel 1958, il figlio maggiore di Saverio, Carlo Ugo di Borbone-Parma, aspirava ad essere nominato da Franco futuro re secondo le disposizioni di Legge di Successione al Capo dello Stato, presentandosi come difensore dei principi del "18 luglio", nel momento in cui i carlisti javieriani cambiarono la loro strategia contro il regime, passando dal confronto iniziale alla collaborazione posta in essere più volte negli atti di Montejurra.

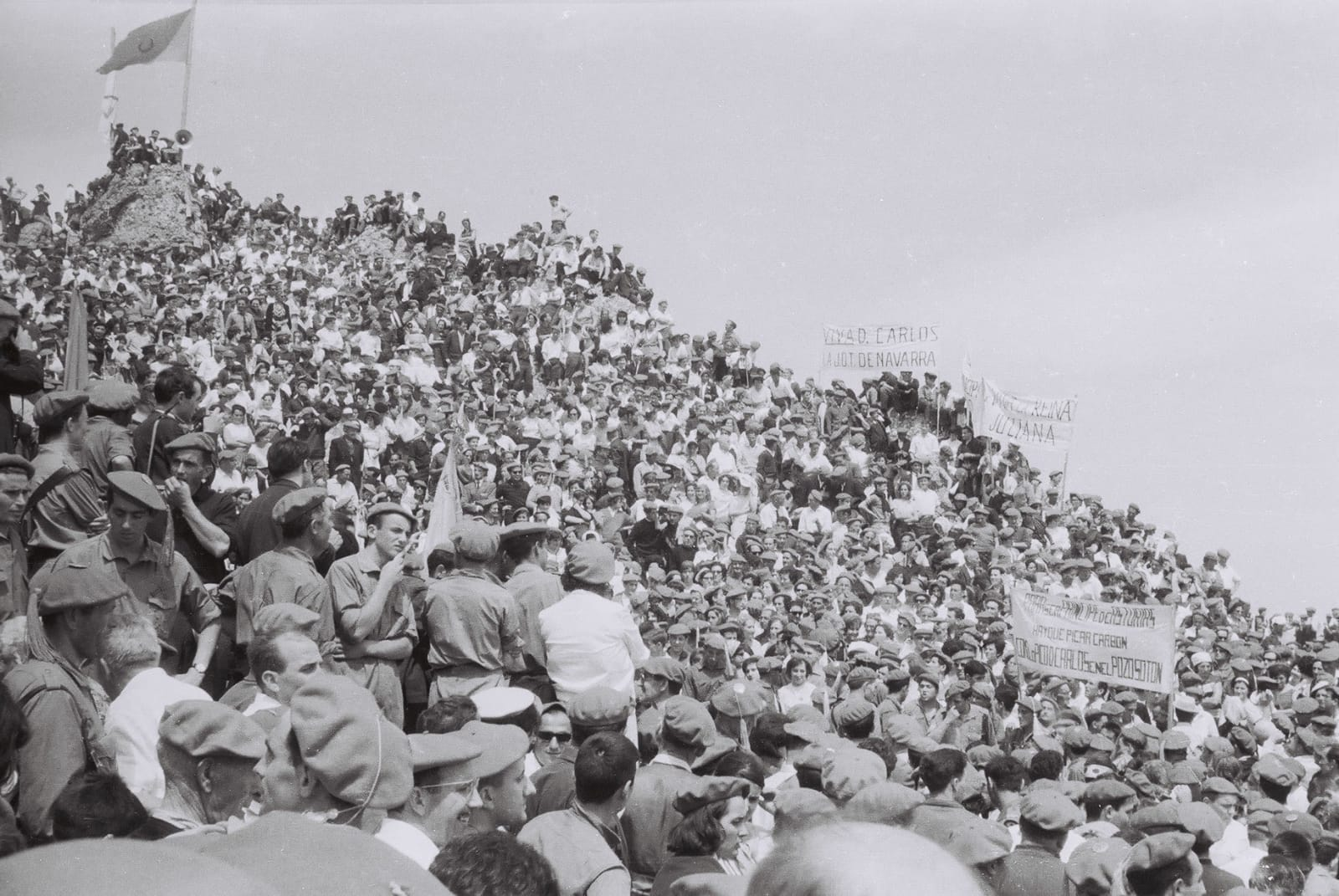
Raduno carlista sulla cima del Montejurra negli anni '60

Tuttavia, allo stesso tempo, e durante i cambiamenti che stavano avvenendo nella Chiesa negli anni Sessanta a seguito del Concilio Vaticano II, era apparso un "neoCarlismo" progressista, promosso dai giovani che componevano la segreteria di Carlo Ugo, che finalmente, dopo l'espulsione della famiglia Borbone di Parma dalla Spagna nel 1968, porterebbe a una formula di socialismo autogestito e a un programma federalista, democratico e aconfessionale, con perplessità di diverse personalità carliste, il quale riteneva che il nuovo Partito Carlista avesse tabulato rasa del pensiero e della storia del Carlismo, minacciando di far scomparire il movimento.
Nel 1975, dopo l'abdicazione di Saverio di Borbone-Parma in favore del figlio Carlo Ugo, che aveva sostenuto questi cambiamenti ideologici, soprattutto a seguito della sua espulsione dal Paese, il confronto interno tra il Carlismo era insormontabile. L'ex delegato nazionale dei Requeté, José Arturo Márquez de Prado, aveva avviato contatti con Sisto Enrico di Borbone-Parma, sostenitore dell'ideologia tradizionalista, infine accettando di farsi carico di una nuova Comunione Tradizionalista, che dopo aver preso il controllo degli atti carlisti senza difficoltà del Quintillo (Siviglia) il 26 aprile 1976, intendeva subentrare anche negli atti di Montejurra, il cui numero di partecipanti era sceso da quasi centomila negli anni Sessanta a meno di diecimila all'inizio degli anni Settanta.

## Convocazione del raduno del 1976
In Spagna regnava un clima di grande tensione politica. Il primo governo della monarchia, presieduto da Carlo Arias Navarro, fu impantanato nell'inefficacia di fronte alla sua resistenza all'avanzare della riforma politica. Il conflitto sociale e lavorativo era in aumento e, nel mese di marzo, si erano verificati i cosiddetti fatti di Vitoria, che avevano provocato la morte di cinque lavoratori.
Il Partito Carlista guidato da Carlo Ugo era allora membro del Coordinamento Democratico, meglio noto come Platajunta. La sua sezione basca, il Partito Carlista di Euskadi, aveva convocato le forze di sinistra nell'ottobre 1975 per discutere la necessità di "unità nazionale e antifascista" e per chiedere la fine della dittatura e il "diritto all'autodeterminazione dei Paesi Baschi". Oltre al Partito Carlista hanno partecipato CECO, CONE, ETA, EAS, LAB, LAIA, ICR, ETA VI, ORT, PCE, PSOE, PTE, UGT e USO. L'MCE non ha partecipato a causa di problemi di coordinazione.

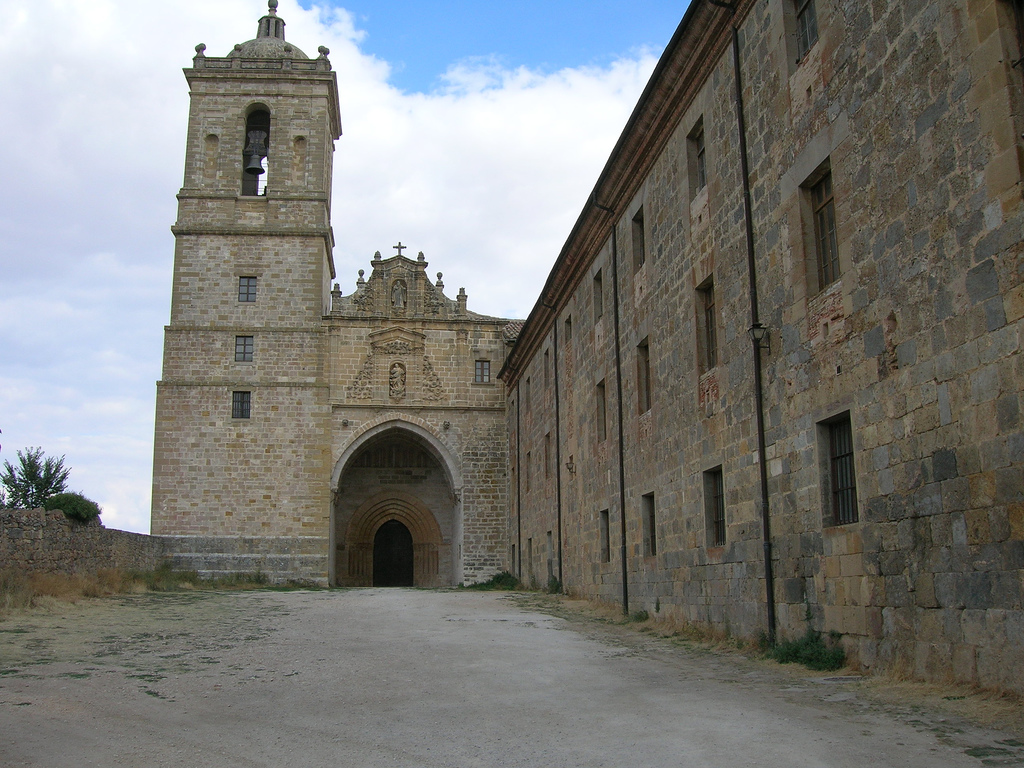
Il monastero di Irache, punto di partenza per l'ascesa

Per l'annuale salita al Montejurra il 9 maggio 1976, dal Monastero di Irache, il Partito Carlista aveva invitato venti partiti e organizzazioni politiche di sinistra (PCE, PSUC, PTE, ORT, MCE, PSP, PSOE...) con lo slogan "Un appuntamento per il popolo".
Da parte sua, la Comunione Tradizionalista Carlista di Sisto Enrico aveva fatto una chiamata parallela. A tal fine, la Confraternita della Via Crucis e il Consiglio della Confraternita dei Tercio dei Requeté avevano pubblicato su El Pensamiento Navarro vari appelli affinché gli ex combattenti e i loro figli partecipino al pellegrinaggio, "la nuova giovinezza di combattenti, Requeté e tradizionalisti, affermando che gli atti del 9 maggio a Estella sarebbero presieduti, come quelli del Quintillo, da Sisto.
Il doppio pellegrinaggio fu indetto per domenica 9 maggio. Anche se la sua natura sarebbe stata fondamentalmente politica, come in precedenti occasioni, fu richiesta l'autorizzazione per la celebrazione di una Via Crucis durante la salita al monte, in cima al quale si sarebbe svolta la messa annuale, celebrata dal 1939. L'atto fu autorizzato dal governo. Il ministro dell'Interno, Manuel Fraga Iribarne ritenne che il divieto della manifestazione potesse essere più negativo della sua celebrazione.

## Il complotto

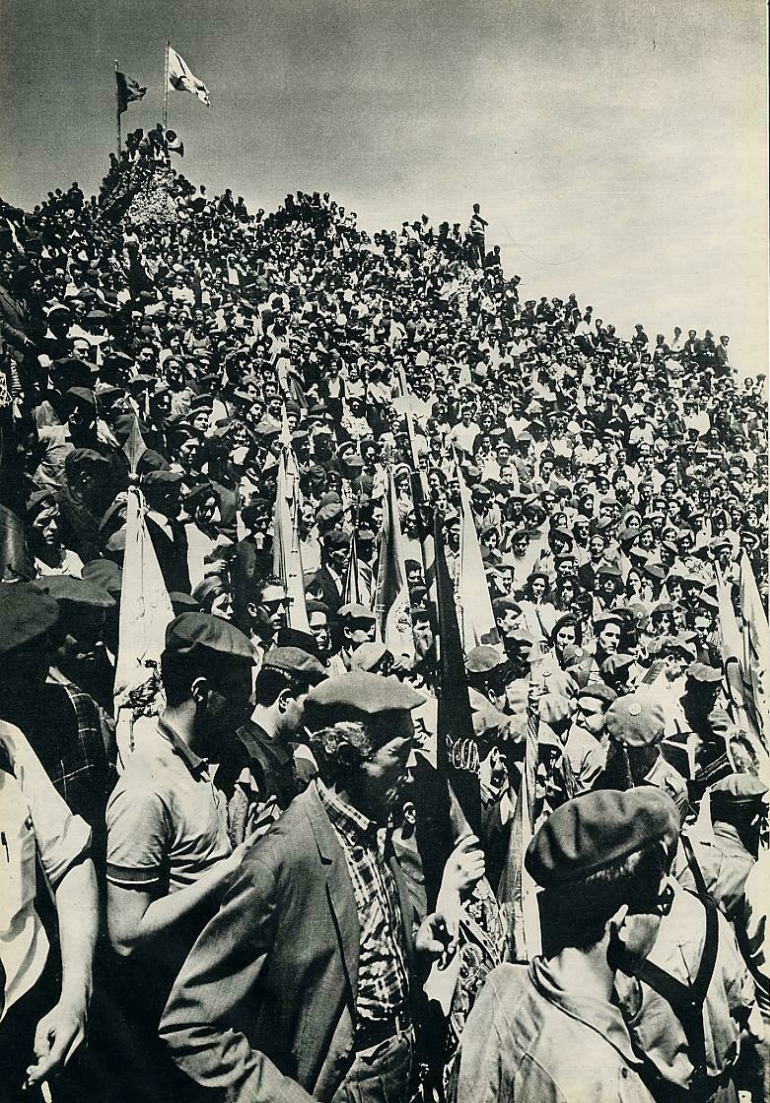
Raduno requeté del 1966 sulla cima settentrionale del monte

Dai settori del Carlismo favorevole alla continuazione del tradizionalismo, appartenente al cosiddetto bunker (ovvero il nucleo degli irrriducibili), fu promossa la dirigenza di Sisto Enrico, a neutralizzare la fazione socialista del Carlismo legata a Carlo Ugo. Alcune fonti affermano che il complotto è stato organizzato dall'apparato di sicurezza dello Stato, attraverso la cosiddetta Operazione Reconquista. Il generale della Guardia Civil José Antonio Sáenz de Santa María, alla data degli eventi, Capo di stato maggiore della Guardia Civil e persona molto importante durante la Transizione spagnola, prima di morire, ha rivelato che è stato lo Stato stesso che, di fronte all'evoluzione del Carlismo, ha cercato di creare un "contropotere" attorno alla figura di Sisto Enrico, attraverso il servizio d'intelligence SECED, creato dall'ammiraglio Luis Carrero Blanco (sostituito nel 1977 dal CESID, ora CNI), e la Guardia Civil (secondo la testimonianza del generale Sáenz de Santa María, il direttore della Guardia Civil gli avrebbe detto che il piano era conosciuto e approvato dal ministro dell'Interno Manuel Fraga Iribarne e dal presidente Carlos Arias Navarro).
Oltre ad alti funzionari degli organi di sicurezza dello Stato, come il generale Ángel Campano, direttore della Guardia Civil (nel cui ufficio si è svolta l'operazione), e il generale Salvador Bujanda, vicedirettore generale dello stesso organismo, sono stati coinvolti in la cospirazione anche Antonio María de Oriol y Urquijo, allora presidente del Consiglio di Stato, Juan María de Araluce, presidente del Consiglio provinciale di Gipuzkoa, e José Ruiz de Gordoa, governatore civile della Navarra.
Da parte sua, il generale Sáenz de Santamaría, che all'epoca dei fatti era capo di stato maggiore della Guardia Civil, affermò che il SECED aveva fornito ai mercenari stranieri un gran numero di bastoni e strumenti per attaccare i carlisti e che "Il finanziamento dell'operazione è stato effettuato dal sig. Oriol Urquijo".
I mercenari hanno partecipato agli incidenti avvenuti nella parte inferiore della montagna, dove Aniano Jiménez è morto per i colpi sparati da José Luis Marín García-Verde, noto come "l'uomo con l'impermeabile".
I colpi di pistola che hanno causato la morte di Ricardo García Pellejero e ferito diversi carlisti in cima alla montagna sono stati sparati da cittadini spagnoli, simpatizzanti della Comunione Tradizionalista.
Per rafforzare la presunta leadership di Sisto Enrico, è stata organizzata un'operazione che ha portato non solo membri della fazione di estrema destra del Carlismo, la Comunione Tradizionalista, da tutta la Spagna, ma anche elementi dei guerriglieri di Cristo Re, falangisti, militanti della National Union Española (UNE) - partito di Fernández de la Mora - e un comando composto da più di 20 mercenari italiani e argentini con ultraideologie (tra cui anche il francese Jean Pierre Cherid, morto nel 1984 in un'azione del GAL, quando ha piazzato una bomba nella parte inferiore del veicolo di un leader dell'ETA) si è recato al pellegrinaggio e ha attaccato i suoi partecipanti. I mercenari erano pagati da agenti della SECED o dai capi dei guerriglieri di Cristo Re che li avevano assunti. Pochi giorni prima, il governatore civile della Navarra, José Ruiz de Gordoa, aveva riservato 20 stanze all'hotel Irache di Estella, in modo che potrebbero alloggiare Sisto Enrico e la sua scorta.
Mercoledì 5 maggio Sisto Enrico è andato a Estella e ha mangiato con l'alcalde franchista della città, Julio Ros. Due giorni dopo, un gruppo armato di suoi sostenitori ha scalato il Montejurra e si è accampato sulla sua vetta, così che quando il giorno successivo (sabato 8 maggio) alcuni dei sostenitori di Carlo Ugo sono saliti in cima alla montagna, non sono stati in grado di accedervi e è stato loro ordinato di non tentare di accedere alla parte superiore il giorno successivo.

## I fatti

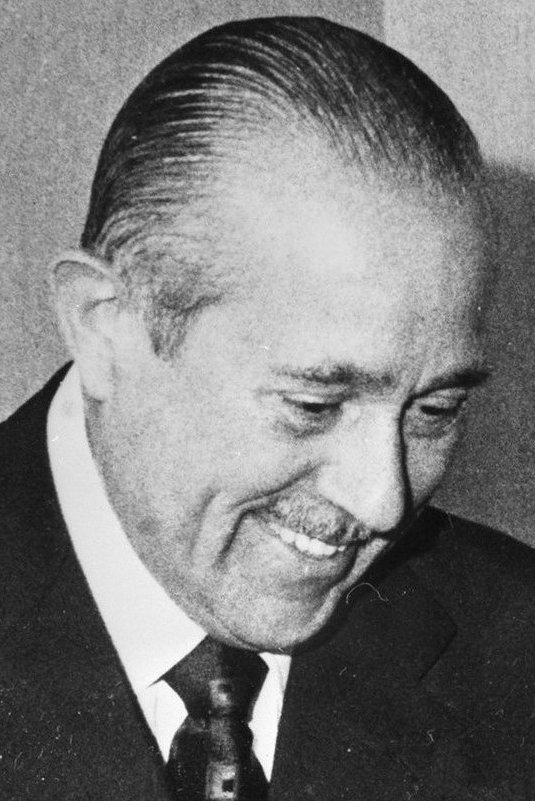
Carlos Arias Navarro, presidente del governo all'epoca dei fatti

Gli incidenti sono avvenuti prima nella parte bassa della montagna, dove c'è stato uno scontro tra i seguaci tradizionalisti di Sisto Enrico di Borbone-Parma, che volevano salire sulla montagna, e quelli socialisti di Carlo Ugo di Borbone-Parma, che si sono rifiutati di lasciarli passare. Il primo, in divisa, ha gridato "Montejurra, no rosso!", "Viva Cristo Re!", mentre i sostenitori di Carlo Ugo hanno risposto "Carlo Ugo, libertà!", "¡No pasarán!". Dopo gli insulti, è iniziata una rissa con manganelli e bastoni, di fronte all'atteggiamento passivo della Guardia Civil, che si trovava a poca distanza dall'uomo con l'impermeabile, Aniano Jiménez Santos, membro della Confraternita Operaia dell'Azione Cattolica, fu ferito e morì alcuni giorni dopo.
Successivamente, nuovi incidenti si sono verificati in cima alla montagna, quando i sostenitori di Sisto Enrico hanno cercato di impedire l'accesso in cima ai seguaci di Carlo Ugo. Ricardo García Pellejero, membro del Movimento Comunista di Spagna, è morto lì per un colpo di arma da fuoco, secondo González Calleja, assieme a Francisco Carreras García-Mauriño, che era in cima alla montagna insieme a José Arturo Márquez de Prado.
Tali delitti sono stati commessi in presenza e con la collaborazione delle forze di sicurezza, senza che gli autori fossero arrestati né requisite le armi utilizzate. Alcuni dei partecipanti allo scontro sono stati legati all'Operazione Gladio e al complotto del terrorismo di Stato che avrebbe poi dato origine al GAL. Rodolfo Eduardo Almirón, ex membro della Tripla A argentina che sarebbe poi diventato capo della sicurezza di Alianza Popular e guardia del corpo personale di Manuel Fraga Iribarne tra la fine anni '70 e l'inizio degli anni '80, e Stefano Delle Chiaie, terrorista di estrema destra italiana con legami con l'organizzazione anticomunista della NATO, Gladio, erano presenti a Montejurra questo giorno.
Secondo José Arturo Márquez de Prado, uno dei principali tradizionalisti pro-sisto che diressero l'operazione Montejurra, c'erano anche membri dell'ETA che accompagnavano i membri del Partito Carlista di Carlo Ugo, i sostenitori carlisti di Sisto Enrico che ricevevano raffiche di mitragliatrici. Inoltre, l'addetto stampa della Comunione Tradizionalista Carlista ha fornito al periodico Cifra la seguente versione dei fatti:

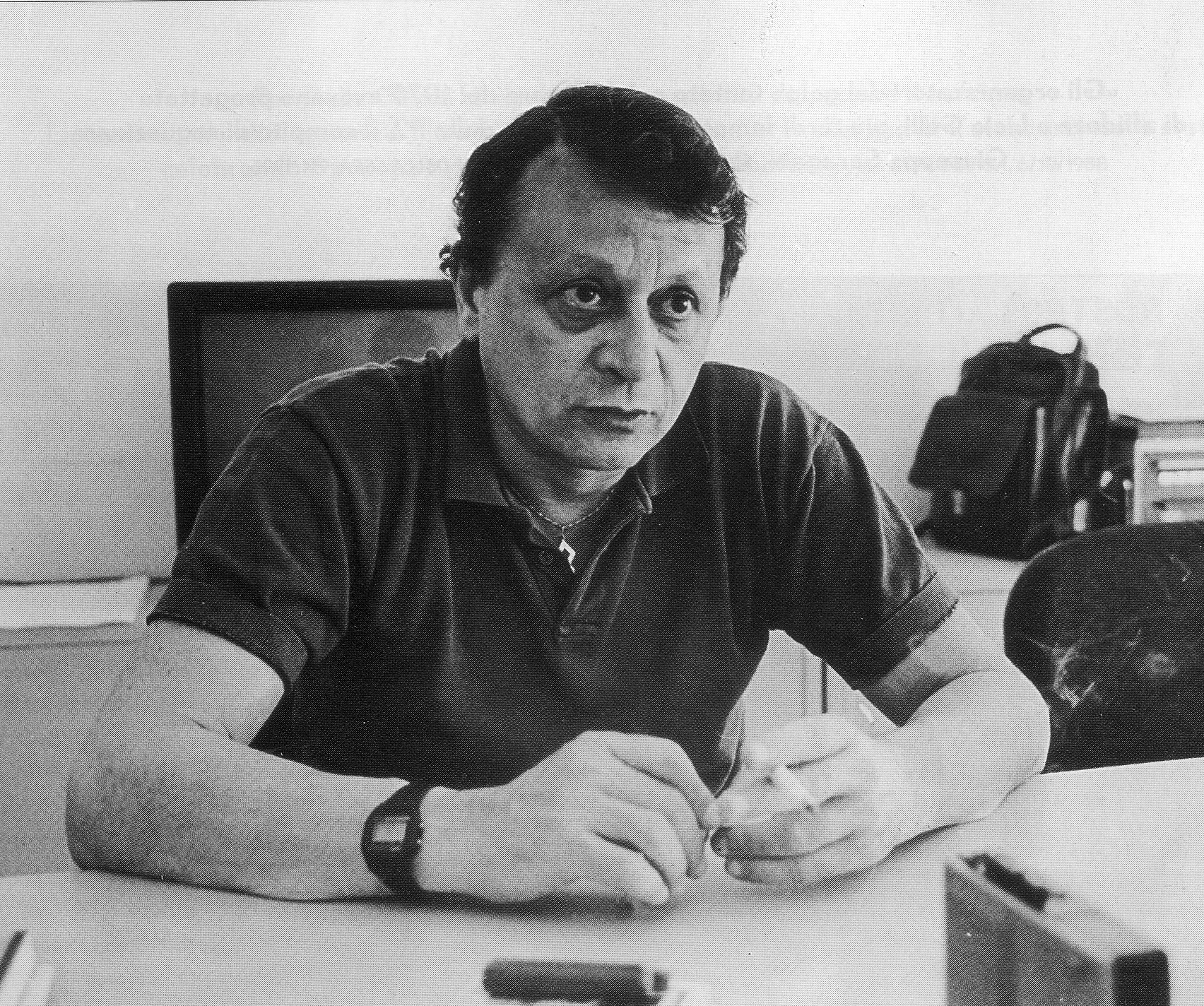
Stefano Delle Chiaie, italiano, era presente tra i sostenitori di Sisto che aprirono il fuoco

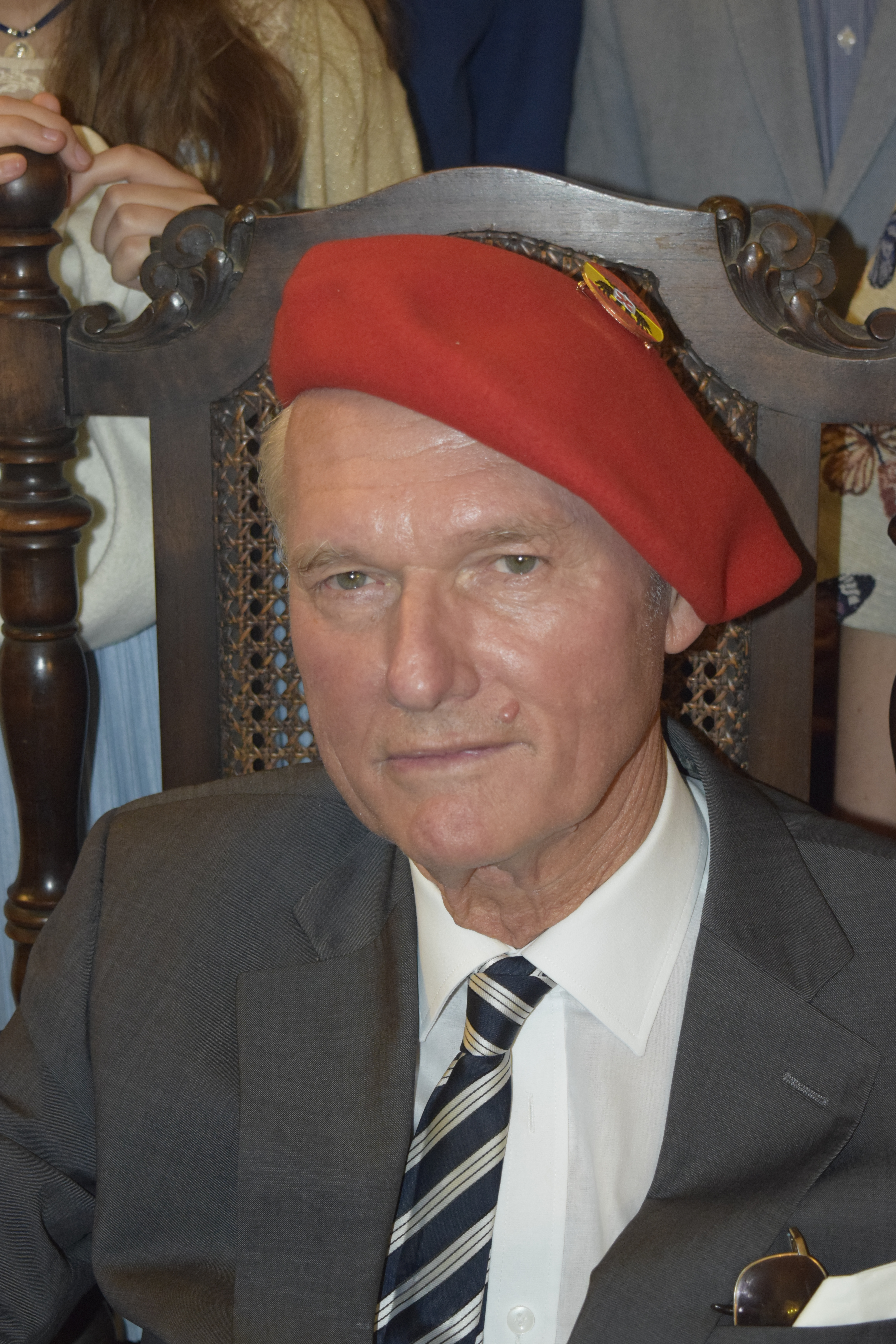
Sisto Enrico di Borbone-Parma fu espulso dalla Spagna a seguito dei fatti

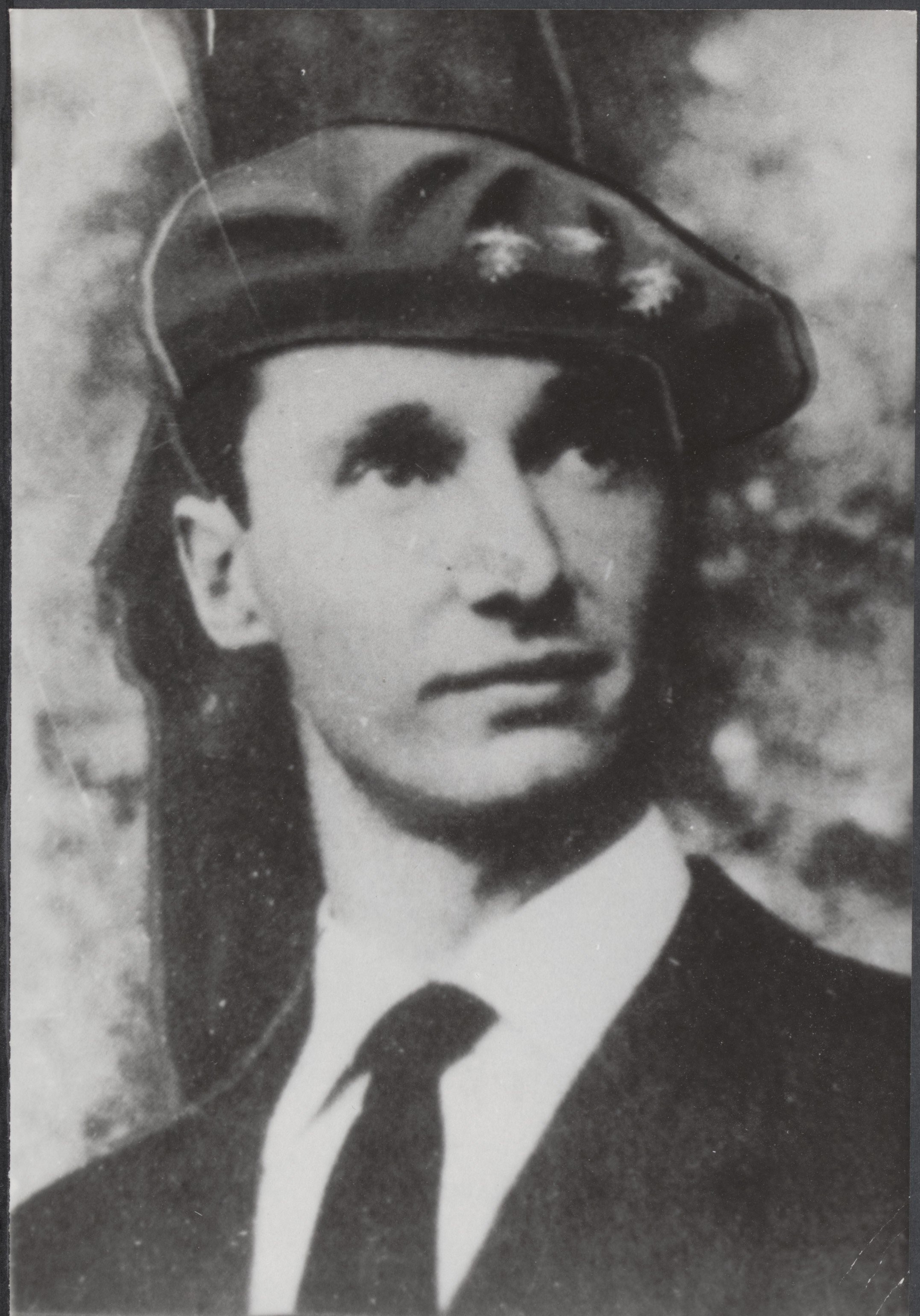
Carlo Ugo di Borbone-Parma, i suoi seguaci furono attaccati e due morirono

Sisto Enrico, accompagnato da un folto gruppo di suoi amici, si recò al monastero di Irache, con lo scopo di assistere alla messa delle dieci e di partecipare alla Via Crucis che fu poi celebrata.
Raggiunto il piazzale antistante il monastero, un gruppo che si era radunato in precedenza ne ha impedito l'ingresso, lanciandosi grossi sassi vicendevolmente, provocando uno scontro.
La forza pubblica, per fermare la rissa, costrinse i compagni di Sisto a ritirarsi per una strada di accesso, venendo così privati di assistere a detti atti. Sisto salì quindi in cima al Montejurra, dove era custodito da un gruppo di Requeté, per evitare che il carattere genuino dell'atto venisse distorto da altri politici con un significato contrario a quello che Montejurra significava per il Carlismo.
Questa intenzionalità è dimostrata dall'atteggiamento osservato durante l'atto dal cosiddetto Partito carlista, il quale, invece, ha aderito al Coordinamento Democratico, da loro accettato (tra cui il Partito Comunista, che ha combattuto con le armi dei Tercio dei Requeté, i cui nomi sono stati registrati nelle stazioni della Via Crucis), mescolando le bandiere rosse e basche, nonché i graffiti che apparivano sulle croci, dimostrando questa situazione anche dalle fotografie apparse sulla stampa, in che si vede chiaramente il saluto del pugno chiuso da parte di coloro che hanno assistito.
Mentre questi gruppi si avvicinavano alla vetta, si udirono alcuni spari, la cui origine non poteva essere determinata a causa della fitta nebbia prevalente, e si può solo affermare che nessuna delle persone che accompagnavano Sisto in quel momento sparò alcun colpo, né con una mitragliatrice o una pistola.
La Comunione Tradizionalista Carlista si rammarica profondamente dell'accaduto e piange morti e feriti, ma è costretta a negare l'accusa maliziosa che i membri dei Requeté abbiano sparato colpi, né direttamente né in aria.
Tuttavia, in un'intervista concessa l'anno successivo alla rivista La Actualidad Española, José Arturo Márquez de Prado ha riconosciuto che Marín gli aveva confessato dopo gli incidenti: «Pepe, non ho avuto altra scelta che sparare, ma non ho mirato". Tuttavia, ha negato che l'entourage di Sisto Enrico, tra cui ragazzi di 14 anni, avesse portato armi da fuoco, che avessero avuto una mitragliatrice in montagna o che lui stesso avesse ordinato il fuoco. Secondo Márquez de Prado, la morte di Ricardo García Pellejero non era dovuta al Carlismo.

## Conseguenze
A seguito degli incidenti, Sisto Enrico è stato espulso dalla Spagna, senza alcun formale provvedimento giudiziaria circa la sua presenza sul luogo dei delitti. Nonostante l'indignazione generale, il quotidiano di estrema destra El Alcázar, che aveva sostenuto Sisto, era soddisfatto del risultato, titolando che "l'ORT, l'ETA e il Partito Comunista di Spagna non hanno raggiunto il loro scopo". Blas Piñar, da parte sua, è arrivato al punto di descrivere il carliste Marín García-Verde, nato a Huelva, il presunto autore di uno dei decessi, come un "eroe", affermando che le fotografie pubblicate erano puro inganno.
Successivamente, e su richiesta di terzi e su accusa del Partito Carlista, sono state arrestate diverse persone accusate di omicidio. L'indagine si è conclusa al Tribunale dell'ordine pubblico, il cui giudice in data 4 gennaio 1977 ha rinviato a giudizio tre accusati: José Luis Marín García-Verde, come responsabile degli omicidi; Arturo Márquez de Prado e Francisco Carrera, come leader dell'azione violenta. Gli avvocati dell'accusa non sono riusciti a far testimoniare Manuel Fraga Iribarne, ministro dell'Interno e che il giorno dei fatti si trovava in visita ufficiale in Venezuela ed è stato sostituito in quella carica dal segretario generale del Movimento Adolfo Suárez. Dopo il suo ritorno, avrebbe affermato che gli incidenti non erano stati altro che una "lotta tra fratelli".
A tutti questi reati è stata applicata la legge sull'amnistia del 1977, e gli imputati, senza essere stati processati, sono stati rilasciati, essendo estinta la loro responsabilità penale, come è avvenuto per analoghi casi di ideologia contraria poiché tale sanatoria era stata completata ed era stata concordata. Inizio della transizione scartando la formula della rottura e concordando sull'evoluzione di "diritto in diritto" in un termine coniato da Torcuato Fernández Miranda.
Negli anni successivi agli eventi di Montejurra, il gruppo terroristico ETA scelse i carlisti come uno dei suoi bersagli preferiti. In effetti, i suoi membri hanno giustificato i loro omicidi di Juan María de Araluce (presidente del Consiglio provinciale di Gipuzkoa), Joaquín Imaz (comandante della polizia armata) e José María Arrizabalaga (capo della Gioventù tradizionalista di Vizcaya) per il sostegno che questi hanno prestato a Sisto Enrico a Montejurra.
Con sentenza del 5 novembre 2003, ai due assassinati a Montejurra è stato riconosciuto lo status di "vittime del terrorismo", richiamandosi alla sentenza del Tribunale supremo del 3 luglio 1978, e è stata conferita, ad ognuna delle vedove, la Medaglia d'Oro di Navarra.

### Spagnoli
- Secondo il Partito Carlista di Carlo Ugo di Borbone:
  - (ES) I crimini di Montejurra, su avired.com (archiviato dall'url originale il 4 marzo 2016).

include parte del libro di (ES) Diego Carcedo, Sáenz de Santamaría: el general que cambio de bando, ISBN 84-8460-309-1.
- Secondo la Comunione Tradizionalista Carlista di Sisto Enrico di Borbone:
  - (ES) Montejurra 1976: Tradición contra Revolución, su geocities.ws, ISBN 8495735253. URL consultato il 21/02/2022.
  -  (ES) Herederos de la Tradición, «La verdad de los sucesos de Montejurra 1976», 13 giu 2015. URL consultato il 21/02/2022. narrazione di José Arturo Márquez de Prado, Parlamentare Carlista
- Altro
  -  (ES) Documental "Víctimas de la transición" (archiviato dall'url originale il 23 gennaio 2008).
  - (ES) Montejurra 1976: un intento de interpretación (Comunicación presentada en el Congreso historia de la transición democrática, su eka-partidocarlista.com, 30 novembre, 1 e 2 dicembre 1995 (archiviato dall'url originale il 27 aprile 2006).
  -  (ES) immagini d'archivio. URL consultato il 21/02/2022.
  - (ES) El primer crimen de Estado de la monarquía franquista: En el 40 aniversario de los asesinatos de Montejurra, su memoriacastello.cat. URL consultato il 21/02/2022.
  - (ES) Los carlistas piden la desclasificación de los documentos oficiales sobre Montejurra 76, su cuartopoder, 8 maggio 2016.
  - (ES) Entrevista sonora a José Arturo Márquez de Prado (MP3), su audiocristiandad.com. URL consultato il 21 febbraio 2022 (archiviato dall'url originale il 26 marzo 2016).

### Italiani
- Montejurra, 1976. Il Partito Carlista, l’Operazione Reconquista e gli eversivi di destra italiani, su eholgersson.wordpress.com. URL consultato il 21/02/2022.
- I fatti di Montejurra, in Navarra, del 9 maggio 1976 – la presenza di Delle Chiaie – prima parte, su 4agosto1974.wordpress.com. URL consultato il 21/02/2022.
- I fatti di Montejurra, in Navarra, del 9 Maggio 1976; la presenza armata di Stefano Delle Chiaie e dei suoi uomini alla sparatoria contro i militanti democratici; la cattura di Augusto Cauchi in Argentina, su storiaveneta.it. URL consultato il 21/02/2022 (archiviato dall'url originale il 15 febbraio 2022).
- Il raduno di Montejurra e l’Operazione Reconquista, su spazio70.com. URL consultato il 21/02/2022 (archiviato dall'url originale il 15 febbraio 2022).
- i fatti di Montejurra, in Navarra, del 9 maggio 1976: la presenza armata di Stefano Delle Chiaie e dei suoi uomini alla sparatoria contro i militanti democratici la cattura di Augusto Cauchi in Argentina, su namir.it. URL consultato il 21/02/2022.
- Le pagine buie della Transizione spagnola attraverso L’espresso, Panorama, Epoca, 1975-1977, su iris.uniroma1.it. URL consultato il 21/02/2022.
- Sisto di Borbone, il carlista nero (MP3), su fascinazione.info. URL consultato il 21/02/2022.

| Controllo di autorità | LCCN (EN) sh2009006595 · J9U (EN, HE) 987007547683805171 |